# وزارة البحرية الأمريكية
وزارة البحرية الأمريكية هي إحدى الإدارات العسكرية الثلاث التابعة لوزارة الدفاع في الولايات المتحدة الأمريكية. تأسست بموجب قانون صادر عن الكونجرس في 30 أبريل 1798، بناءً على حث وزير الحرب جيمس ماكهينري، لتوفير هيكل تنظيمي حكومي للبحرية الأمريكية. منذ عام 1834، مارست الإدارة سلطتها القضائية على قوات مشاة البحرية الأمريكية، وخلال زمن الحرب على خفر السواحل الأمريكي. تظل هذه الفروع في جميع الأوقات فروعًا مستقلة ومتساوية في الخدمة داخل وزارة البحرية. ويقودها وزير البحرية، وهو ضابط مدني قانوني.

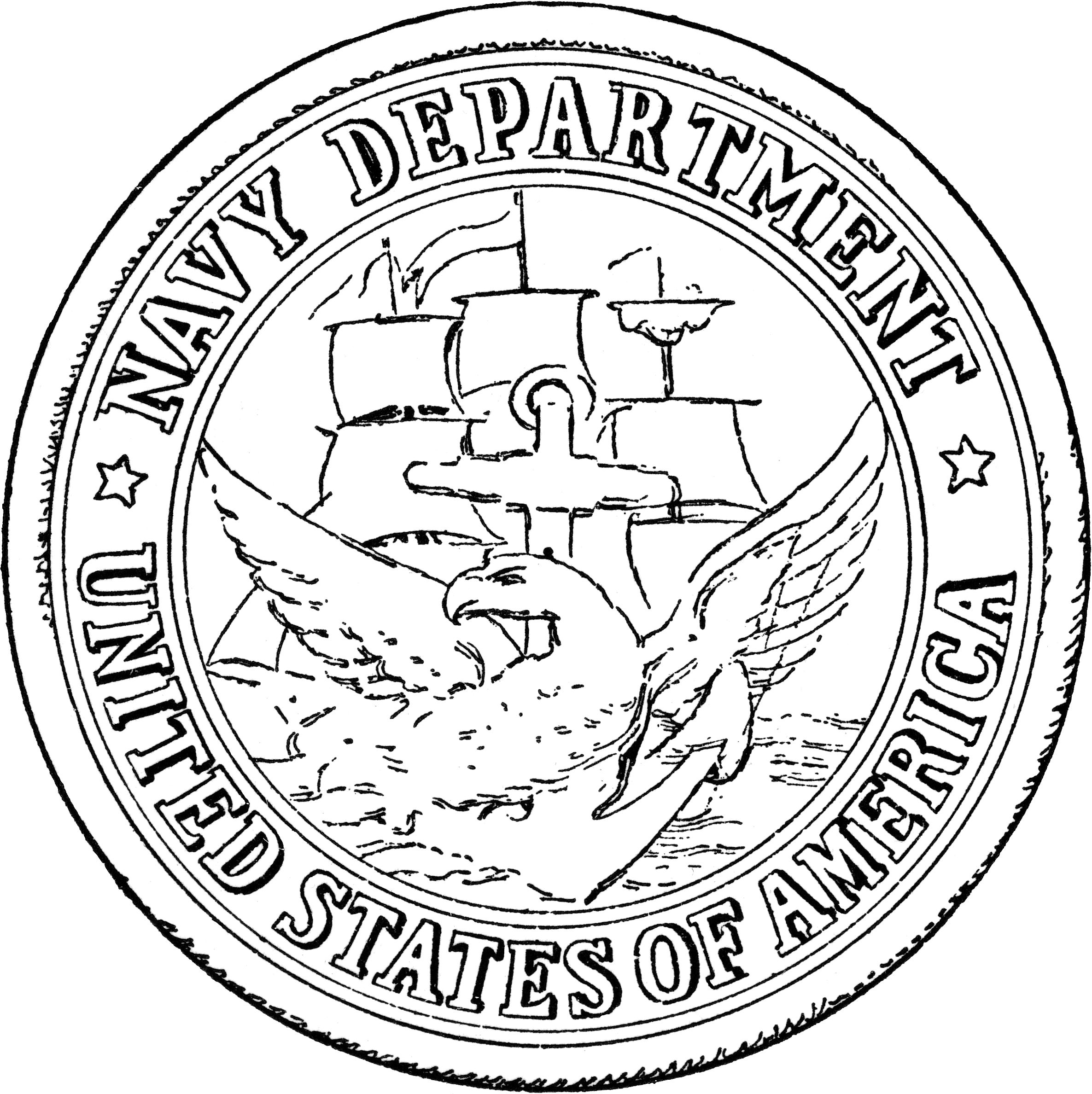
ختم وزارة البحرية الأمريكية من عام 1879 إلى عام 1957.

كانت وزارة البحرية وزارة تنفيذية، وكان وزيرها يخدم في حكومة الرئيس، حتى عام 1949، عندما أسست تعديلات قانون الأمن القومي لعام 1947 وزارة الدفاع كوزارة موحدة لجميع الخدمات العسكرية؛ أصبحت وزارة البحرية، إلى جانب وزارة الجيش ووزارة القوات الجوية، مكونًا من وزارة الدفاع، خاضعة لسلطة وتوجيه وسيطرة وزير الدفاع.
من عام 2001 إلى عام 2019، تم تقديم مقترحات لإعادة تسمية وزارة البحرية إلى وزارة البحرية ومشاة البحرية بدعم واسع في الكونجرس الأمريكي، لكنها فشلت بسبب معارضة السيناتور وضابط البحرية الأمريكية السابق جون ماكين.

## قيادة

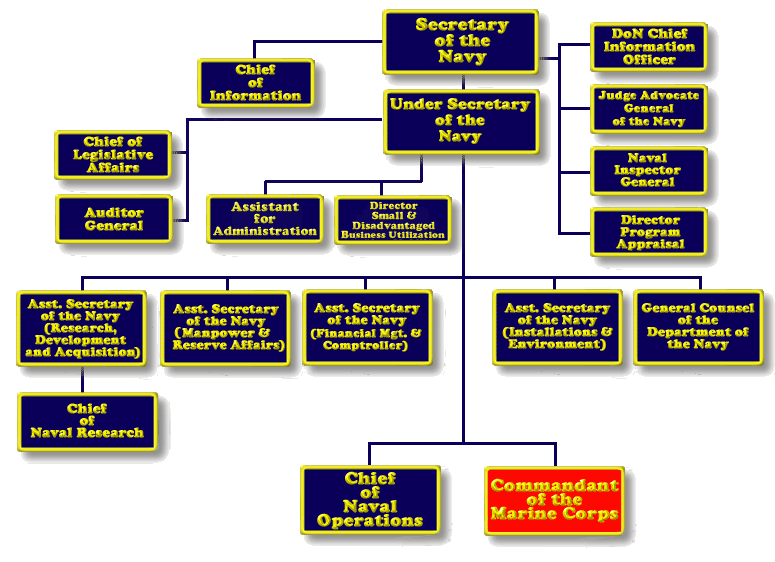
وزارة البحرية، وخاصة مكتب الوزير، الهيكل التنظيمي (2006)

يرأس وزارة البحرية وزير البحرية، المعروف أيضًا باسم الأمين العام في المصطلحات البحرية، والذي لديه السلطة لإدارة جميع شؤون الوزارة، وفقًا للسلطة القانونية، ووزير الدفاع، والرئيس. يتم تعيين وزير البحرية من قبل الرئيس بناءً على مشورة وموافقة مجلس الشيوخ.  ويتلقى الوزير المساعدة من وكيل وزارة البحرية، وأربعة مساعدين لوزير البحرية، ومستشار عام لوزارة البحرية، والذين يتم تعيينهم أيضًا من قبل الرئيس بناءً على مشورة وموافقة مجلس الشيوخ.
أعلى الضباط العسكريين رتبة في وزارة البحرية هم رئيس العمليات البحرية وقائد سلاح مشاة البحرية، وهما المستشاران العسكريان الرئيسيان لوزير البحرية. ويشرفان على خدماتهم العسكرية الخاصة بوزارة البحرية، ويعملان بصفة منفصلة كأعضاء في هيئة الأركان المشتركة. ويساعدهما نائب رئيس العمليات البحرية ومساعد قائد سلاح مشاة البحرية.

## تنظيم
تتكون وزارة البحرية من خدمتين موحدتين: البحرية الأمريكية وسلاح مشاة البحرية الأمريكي (يُطلق عليهما أحيانًا بشكل جماعي "الخدمات البحرية"). يشير مصطلح "وزارة البحرية" فقط إلى المكاتب التنفيذية في مقر الحكومة.
تتكون وزارة البحرية من:
- جميع الأنشطة الميدانية والمقرات والقوات والقواعد والمنشآت والأنشطة والوظائف التي تقع تحت سيطرة أو إشراف وزير البحرية؛ و
- عندما تعمل كخدمة في وزارة البحرية، خفر السواحل. (عادة ما يكون خفر السواحل جزءًا من وزارة الأمن الداخلي، وينص القانون الفيدرالي على أنه يجوز نقله إلى وزارة البحرية من قبل الرئيس في أي وقت، أو من قبل الكونجرس أثناء وقت الحرب)
- المقر الرئيسي لسلاح مشاة البحرية؛
- مكتب رئيس العمليات البحرية، والمعروف أيضًا باسم هيئة أركان البحرية؛
- مكتب وزير البحرية، والمعروف أيضًا باسم الأمانة العامة؛
- القوات التشغيلية الكاملة للبحرية (بما في ذلك الطيران البحري) وسلاح مشاة البحرية، بما في ذلك المكونات النشطة والاحتياطية (احتياطي البحرية واحتياطي مشاة البحرية) لتلك القوات.

## إعادة التسمية
من عام 2001 وحتى وفاته في عام 2019، قدم عضو الكونجرس والتر جونز الابن تشريعًا لإعادة تسمية وزارة البحرية باسم وزارة البحرية ومشاة البحرية. وكان التشريع يهدف أيضًا إلى إعادة تسمية وزير البحرية إلى وزير البحرية وسلاح مشاة البحرية. طرح النائب جونز التشريع لمنح سلاح مشاة البحرية اعترافًا متساويًا مع البحرية كجزء من وزارة البحرية، حيث صرح في عام 2018، "إن سلاح مشاة البحرية عضو متساوٍ في هذه الوزارة، وبالتالي يستحق الاعتراف المتساوي في اسمها".  في عام 2013، قدر مكتب الميزانية بالكونجرس تكلفة تغيير الاسم بنحو 500,000 دولار فقط على مدى عدة سنوات.  
وقد حظي اقتراحه بدعم قوي في مجلس النواب ومجلس الشيوخ، حيث أيده 98% من أعضاء مجلس النواب و80% من أعضاء مجلس الشيوخ في عام 2008. وفي عام 2010، سجل مشروع القانون رقماً قياسياً من حيث عدد المشاركين في مجلس النواب، إذ بلغ 415 عضواً. وقد تم تأييد إعادة التسمية من قبل جمعيات مشاة البحرية والبحرية المهنية بما في ذلك رابطة مشاة البحرية ورابطة احتياطي الأسطول وقدامى المحاربين في الحروب الأجنبية.  وقد أيد هذا التغيير القادة السابقون لسلاح مشاة البحرية الجنرالات ألفريد جراي الابن وكارل إبتنج موندي الابن وتشارلز سي. كرولاك وجيمس جونز ومايكل هاجي وجيمس كونواي. كما أعرب مشاة البحرية السابقون عن دعمهم بما في ذلك المقدم أوليفر نورث ورقيب المدفعية آر لي إيرمي، الذي صرح في عام 2010 "عندما نموت، عندما تتلقى ماما ودادا خطاب التعزية، سيكون من اللطيف نوعًا ما إذا تم ذكر مشاة البحرية ... فقط قم بتغيير رأس الرسالة. ما الضرر في ذلك؟ هؤلاء الشباب والفتيات يقاتلون ويفقدون حياتهم من أجل هذا البلد. نحن لا نطلب وزارة خاصة بنا. نحن أشخاص معقولون. نحن نطلب فقط ذكرًا مشرفًا ".  كما دعم وزيرا البحرية السابقان بول نيتز وجون هوارد دالتون التغيير. 
وعلى الرغم من حصوله على دعم ثابت في كل من مجلس النواب ومجلس الشيوخ، إلا أن الاقتراح فشل باستمرار في المرور بسبب تدخل السيناتور وضابط البحرية السابق جون ماكين، الذي شغل منصب رئيس لجنة القوات المسلحة في مجلس الشيوخ. 

## قراءة إضافية
- لوائح البحرية الأمريكية ، تاريخ الولوج 2011-03-23.